# Friedrich Karl Georg Müller
Friedrich Karl Georg Müller (auch: Friedrich Carl Georg Müller; * 27. Juni 1848 in Schöbber bei Hameln; † 16. Juli 1931 in Falkenberg) war ein deutscher Lehrer und Chemiker.

## Leben
Seine Kindheit verbrachte er hauptsächlich auf der Gutsmühle, die seine Eltern gepachtet hatten. Nach dem Tod des Vaters musste der Hof verkauft werden. Seit dem 16. Lebensjahr besuchte er das Gymnasium in Holzminden. 1871 wurde er mit einer organisch-präparativen Arbeit an der TH Berlin-Charlottenburg zum Dr. phil. promoviert. Im August 1871 wurde er Lehrer für Physik und Chemie am Realgymnasium in Osnabrück. Kurze Zeit später begann er eine Zusammenarbeit mit dem nahegelegenen Stahlwerk in Georgsmarienhütte, für das er Analysen von Roheisen und Stahl durchführte. Dabei gelangen ihm wichtige Entdeckungen, wie die des für die Stahleigenschaften wesentlichen Eisenkarbids Zementit, sowie der Nachweis von Gasen in Stahl. 1880 wechselte er an das Realgymnasium Brandenburg. Er entwickelte zahlreiche Unterrichtsmittel, darunter einen Apparat zur Ableitung des Hebelgesetzes, ein Demonstrationsthermometer, ein Waagegalvanometer sowie eine Gasanalyseapparatur und eine Zündröhre für Verbrennungsuntersuchungen. 1893 wurde er zum Gymnasialprofessor ernannt.

## Veröffentlichungen
- Über neue Einrichtungen für den Experimentalunterricht am von Saldernschen Realgymnasium. 1896 (Digitalisat)
- Einführung in die Chemie. 1891 (Digitalisat)
- Neue Apparate und Versuche für den physikalischen Unterricht. 1887 (Digitalisat)